# Stade Jan Breydel
 (mars 2025).
Le stade Jan Breydel  (ou Jan Breydelstadion) est le stade du Club Bruges KV et du Cercle Bruges KSV. Construit en 1974-1975, sa capacité est de 29 042 places. Il porte le nom de Jan Breydel, un héros des Matines brugeoises.

## Histoire
En 1973, avec un deuxième titre de champion de la Belgique pour le FC Bruges, la sonnette d'alarme retentit sur le plan financier tant au Club qu'au Cercle. Les deux associations brugeoises avaient du mal à boucler les budgets, et l'administration communale de l'époque a décidé, sous l'impulsion du bourgmestre Michel Van Maele, de donner un coup de pouce aux deux clubs de la Ville. Derrière l'église Saint-André, on érige un nouveau stade sur une vaste plaine, où aussi bien le Club que le Cercle joueraient alternativement leurs matchs à domicile. En été 1975, les deux associations déménagent vers leur nouveau port d'attache que l'on nomma "Olympiastadion".

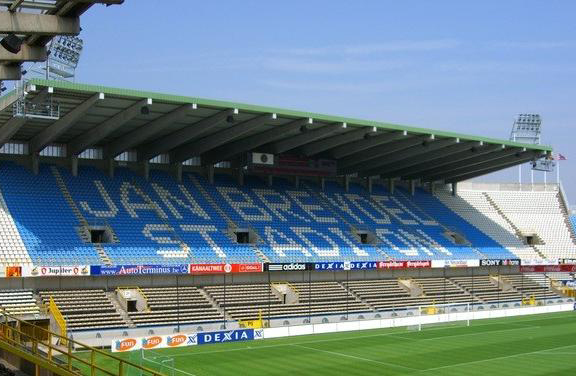
Tribune nord du stade Jan Breydel

Le stade qui avait une capacité initiale de 30 000 places (dont 8 000 assises), a subi pas mal de modifications depuis sa construction. En 1987, dans la tribune Ouest, on construit des loges et business-seats, ce qui provoque la disparition de 1 000 places assises. En 1993, un règlement de l'UEFA demande de remplacer toutes les places debout par des places assises, ce qui réduit la capacité du stade à 18 000 personnes seulement. En mai 1995, la candidature de Bruges pour l'Euro 2000 est acceptée et à l'été 1997, avec l'aide financière du gouvernement fédéral et du gouvernement flamand, la construction d'un deuxième étage dans la tribune Nord et la tribune Sud est entamée. Le stade dispose ainsi d'un deuxième étage complet et de 29 945 places, mais la capacité est limitée à 29 022 places exploitables pour des raisons de sécurité. Comme il y a une aide directe d'investissement d'argent du gouvernement flamand, le nom d’Olympiastadion doit changer et le complexe devient le stade Jan Breydel (Jan Breydelstadion en néerlandais). Suivant le modèle anglais, le temple du football brugeois est, à ce moment-là, le premier en Belgique qui, par la combinaison de ses sièges bleus et blancs, dans la tribune supérieure Nord, laisse apparaître clairement le nom de son stade.

## Tribunes
- Capacité totale du stade : 29 945 places
- Capacité exploitable : 29 022 places
- Tribune Ouest : 5 525 places, réparties comme suit
  - Loges : 463 places
  - Étage du bas : 2 327 places
  - Étage du haut : 2 705 places
  - Zone fauteuils roulants : 30 places
- Tribune Nord : 9 107 places, réparties comme suit
  - Étage du bas : 2 273 places
  - Étage du haut : 6 834 places
- Tribune Est : 6 966 places, réparties comme suit
  - Étage du bas : 2 722 places
  - Étage du haut : 4 244 places
- Tribune Sud : 7 424 places, réparties comme suit
  - Étage du bas : 1 967 places
  - Étage du haut : 5 457 places (dont 1 500 places pour les visiteurs)

- Capacité d'éclairage : 1700 lux